# ﺓ
ة(아랍어: تاء مربوطة - 타 마르부타)는 아랍 문자의 하나로, 명사, 형용사 어휘의 맨 마지막에 붙어 그 단어가 여성형임을 나타낸다.
이때, ة‎의 직전에 오는 문자의 모음 발음은 반드시 [a]가 된다. 음가는 -ah 또는 -at 이 되며, [t]음은 접속되어 문절로 구성된 단어의 맨 끝만 존재한다.
역사적으로는 ه‎ 문자에 ت‎ 의 점을 찍은 형태였으며, 독립된 문자로 취급하지 않는 경우도 있다. 문자 이름인 '타 마르부타'는 '묶인 ت‎'란 뜻으로, ت‎ 가 동그랗게 변한 모양에서 유래된 명칭이다. 아랍어 문법 용어로는 '여성화된 ه‎'(هاء التأنيث 하 앗타니스[*])로도 부른다.
아랍어의 여성형 명사의 어미는 문장의 중간, 즉 뒤에 별도의 단어가 이어지는 경우 [at], 문장의 마지막, 또는 단어 단독으로 발음할 경우에는 [ah] ه‎ 가 되며, 실제 발음은 [h]가 생략되어 [a]로 발음되는 경우가 많다.

## 같이 보기
- 아랍 문자
  - ت

| 단어에서의 위치: | 독립형 | 어미형 | 어중형 | 어두형 |
| ---------------- | ------ | ------ | ------ | ------ |
| 문자 형태:       | ة‎      | ـة‎     | ـة‎     | ة‎      |